# Joachim Pirsch
Joachim Pirsch   (valor desconegut, 26 d'octubre de 1914 - valor desconegut, 25 d'agost de 1988) fou un remer alemany que va competir durant la dècada de 1930.
El 1936 va prendre part en els Jocs Olímpics de Berlín on, fent parella amb Willi Kaidel, guanyà la medalla de plata en la prova del doble scull del programa de rem. En el seu palmarès també destaca el Campionat d'Europa de rem de 1937 i els títols nacionals de 1936 i 1937, sempre en doble scull.